# Peter Hans Felzmann

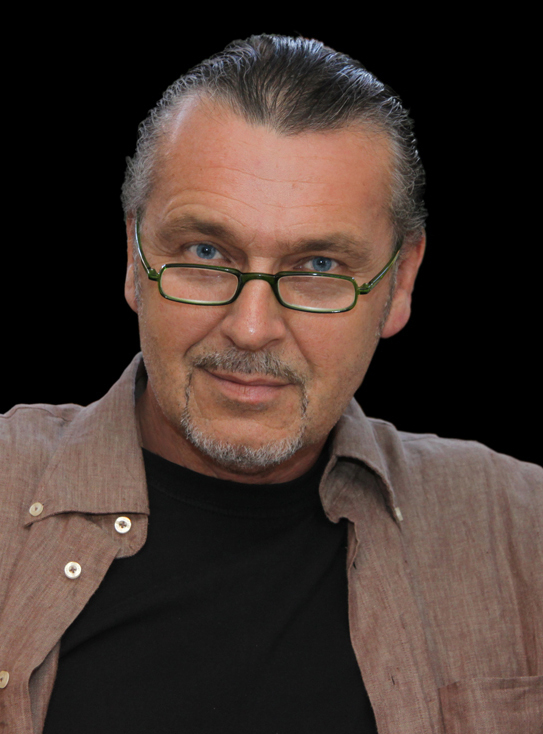
Peter Hans Felzmann

  Peter Hans Felzmann (* 25. April 1950) ist ein österreichischer Szenograf, Bühnenbildner und Multimedia-Künstler.

## Leben
Nach dem Besuch der Meisterklassen für Grafik und Malerei an der Universität für angewandte Kunst Wien war Peter Hans Felzmann knapp 30 Jahre in der Kommunikationsbranche tätig, bevor er wieder zu seinen künstlerischen Wurzeln zurückkehrte. Seit 1999 widmet er sich ausschließlich Arbeiten im Bereich Szenografie, Museums- und Ausstellungsarchitektur, dem Bühnenbild, sowie Film und Multimedia. Er lebt in Linz, Oberösterreich.

## Arbeiten im Bereich Kunst und Kultur
- 1973: Die Akademie f. Angew. Kunst entsendet 3 Arbeiten zur Biennale 73, Venedig.
- 1974–1983: zahlreiche Arbeiten im Bereich Stained Glass Windows.
- 1983: Linzer Kugelaktion, „Wir geben Linz die Kugel“, (dreitägiges aktionskünstlerisches Ereignis als Impuls zur Linzer Kulturpolitik).
- 1999: Brucknerfest 1999, Brucknerhaus Linz, „2001 An Odyssey Today“, Paraphrase auf den Filmklassiker von Stanley Kubrick.[1]
- 2001: Gewinner der Ausschreibung f. künstl. Innengestaltung des neuen Museums Stift Admont.
- 2003: Eröffnung Museum Stift Admont.[2]
- 2004: Gewinner des Wettbewerbs „Wilhelm Leuschner-Haus“, Bayreuth. Felzmann hat als Österreicher das damals erste Museum des Widerstandes gegen die NS-Diktatur in Deutschland gestaltet.[3]
- 2005: Gewinner der Ausschreibung Radwerk IV, Hochofenmuseum, Vordernberg.
- 2006: Multimediale Gestaltung des Pavillons „Wirbelsäule“, Steirische Landesausstellung 2006 – „Wege zur Gesundheit“.
- 2007: Gestaltung der Johann-Simon-Mayr-Ausstellung, Ingolstadt, Bergamo und Amsterdam
- 2008: Eröffnung eines multimedialen Doppelspiegelraumes „Pet’s Universe“ für Vitakraft, Bremen.[4]
- 2009: Eröffnung des Kristalldoms Stift St. Paul im Lavanttal[5], Europaausstellung 09, Multimedia-Projekte: Benedict v. Nursia – Leben, Regula Benedicti, Die Schöpfung, St. Galler Klosterplan.[6]
- 2009: Eröffnung Oberösterreichische Landesausstellung 2009 – „Mahlzeit“ im Stift Schlierbach.[7]
- 2009: Eröffnung auf Burg Oberkapfenberg, Dauerausstellung „Alchemie und Kreuzfahrer“.
- 2009: Eröffnung des Projektes „Schrift ist“ (Dauerinstallation) Oberösterreichische Landesbibliothek.[8]
- 2010: Neujahreskonzert, Brucknerhaus, Linz, Visualisierung der Orchestersuite „The Planets“ von Gustav Holst / Bruckner Orchester Linz / Dennis Russell Davies.
- 2010: Eröffnung 1700 Jahre Klosterkultur, Museum Kloster Dalheim, Paderborn, Projekte: „Benedikt-Leben“, „Regula Benedicti“, „St. Galler Klosterplan“, „Die Schöpfung“ als neu gestaltete Dublette der Projekte für die Europaausstellung 09.[9]
- 2011: Eröffnung der „Catwalk Stage“ für Intersport Austria.
- 2011: Eröffnung des Universitätsmuseums der Karl-Franzens-Universität Graz.[10]
- 2012: Eröffnung „MEGGLENUM“, Museum der Meggle AG, Wasserburg am Inn.[11]
- 2012: Eröffnung Brau-Pavillon, Stift Schlägl[12]
- 2013: Eröffnung Radwerk IV Hochofenmuseum „Ferrum Magnificum“[13][14]
- 2013: Eröffnung des Lebzeltariums, einer Lebkuchen-Erlebniswelt der Lebzelterei Franz Kastner in Bad Leonfelden[15]
- 2014: Gestaltung und Umsetzung der Leuchtinstallation „Schrift ist“ an der Fassade der OÖ. Landesbibliothek anlässlich 15 Jahre Oberösterreichische Landesbibliothek[16]
- 2015: Neugestaltung der Krypta und des Kreuzganges im Prämonstratenser Stift Schlägl.
- 2015: Eröffnung des Hochalpinmuseums „Zwischen Himmel und Erde. Gerlinde Kaltenbrunner und die Welt der 8000er“ in Spital am Pyhrn.[17][18]
- 2016: Eröffnung der Oberösterreichischen Landesausstellung „Mensch und Pferd“ in Stadl-Paura.
- 2017: Bühnenbild zur Oper La Bohème, Giacomo Puccini, Oper Erl
- 2018: Bühnenbild zur Oper Parsifal, R. Wagner, Oper Erl
- 2018: Eröffnung Innviertler Brauturm, Braumuseum Altheim, OÖ.
- 2018: Eröffnung Besucherzentrum Nationalpark Gesäuse
- 2018: Bühnenbild zur Oper Ermione, Gioachino Rossini, Oper Erl
- 2018: Prämonstratenser Chorherrenstift Schlägl, Eröffnung der Neuen Pforte und der neu adaptierten Museumsräume anlässlich 800 Jahre Stift Schlägl
- 2018: 28.12., Wiederaufnahme La Bohème, Erl
- 2021: Schloss Ehrenstein, Ohrdruf, Thüringen, Deutschland; Eröffnung des "Kubus Magicus"; Multimediale Raumerzählung der 1000-jährigen Schlossgeschichte
- 2023: Museum 1212 Enns, Schloss Ennsegg, Enns, Österreich: Eröffnung des neuen Stadtgeschichte Museums; Die Dauerausstellung gewährt Einblick in die mehr als 800 Jahre Ennser Stadtgeschichte.

## Preise und Auszeichnungen
- Staatspreis für Wirtschaftswerbung 1983 (IFE France)
- Staatspreis für Public Relations 1985, (OÖGKK)
- Staatspreis für Multimedia 2003,[19] Sparte: „Anwendungen in Kunst & Kultur“ (Stift Admont)
- Österreichischer Museumspreis 2005 (Stift Admont)[20]
- New York Festivals, Film & Video Awards 2008, Bronze für „Commited to Devotion and Passion“[21]
- Verleihung des Berufstitels Professor 2017[22]

## Medienberichte
- In Enns wird die Geschichte erlebbar Artikel in den OÖ Nachrichten vom 24. Juni 2023. Abgerufen am 24. Juni 2023
- Die älteste Stadt Österreichs erzählt ihre Geschichte neu, Artikel in den OÖ Nachrichten vom 23. Juni 2023. Abgerufen am 23. Juni 2023
- sae.edu
- Mensch und Pferd. Aus dem Rahmen vom 10. Mai 2016 (ORF 3).
- Zwischen Himmel und Erde. Gerlinde Kaltenbrunner und die Welt der 8000er. Kultur Heute – Beitrag vom 27. Juli 2015 (ORF III).
- Ein Künstler, der nicht künsteln muss. Artikel in den OÖ Nachrichten vom 23. Juli 2015. Abgerufen am 28. Juli 2015.
- Szenografie: Das Spiel mit der Illusion. Artikel im Kurier vom 6. Juni 2014. Abgerufen am 28. Juli 2015.
- Peter Hans Felzmann. Kultur Heute – Beitrag vom 7. Mai 2014 (ORF III).
- Benedict von Nursia. Orientierung vom 23. Jänner 2011 (ORF 2).
- ORF "Kultur Heute", Bericht und Interview zur La Bohème Premiere in Erl
- ORF "Kultur Heute", Bericht und Interview zur Eröffnung 800 Jahre Stift Schlägl
- MDR Thüringen "Journal" Bericht und Interview zur Eröffnung des "Kubus Magicus"
- Thüringische Landeszeitung, Bericht "Wo Historie auf Hightech trifft. Im "Kubus Magicus" wird Geschichte Ohrdrufs zum Erlebnis. Startpunkt für Besucher auf Schloss Ehrenstein (Sonnabend, 17. Juli 2021)